# Klostertalergscheid
Klostertalergscheid är ett bergspass i Österrike.   Det ligger i distriktet Wiener Neustadt-Land och förbundslandet Niederösterreich, i den östra delen av landet, 60 km sydväst om huvudstaden Wien. Klostertalergscheid ligger 900 meter över havet.
Terrängen runt Klostertalergscheid är kuperad åt nordost, men åt sydväst är den bergig. Terrängen runt Klostertalergscheid sluttar norrut. Närmaste större samhälle är Gloggnitz, 18,8 km sydost om Klostertalergscheid. 
I omgivningarna runt Klostertalergscheid växer i huvudsak blandskog. Runt Klostertalergscheid är det ganska tätbefolkat, med 75 invånare per kvadratkilometer.